# Frederick Methvan Whyte
Frederick Methvan Whyte (n. 2 martie 1865 – d. 1941)  a fost un inginer mecanic de origine olandeză care a lucrat pentru New York Central din Statele Unite. El este cel mai cunoscut ca persoana care a dezvoltat notația Whyte pentru a descrie diferitele aranjamente ale roților locomotivelor cu abur în 1900.
Câteodată, în literatura feroviară, el este menționat ca „F. M. White”, cu ortografia anglicizată a numelui său. Mai mult, unele referințe dau numele său mijlociu ca fiind „Methven”.

## Carieră
Educație: Academia Franklin, 1889. A intrat în serviciul feroviar 1 mai 1889, unde a lucrat consecutiv până la 1 ianuarie 1890, desenator, Departamentul de Energie Motivă, Lake Shore și Michigan Southern Railway; 1 ianuarie 1889 - până la 1 februarie 1892, Departamentul de testare și sala de desen, Baltimore și Ohio Railroad la Baltimore, Maryland; 1 februarie 1892 - iunie 1892, lucrări speciale de testare, calea ferată centrală mexicană, Mexico City; iunie 1892  până în decembrie 1894, inginerie generală a căilor ferate în Chicago, în principal la Chicago și South Side Rapid Transit Railroad și a lucrat la ziare feroviare; iulie 1895  până în septembrie 1896, desenator la Northwestern Elevated Railroad, Chicago; din 1 iulie 1897, inginer consultant, Chicago; 1 iulie 1897 - 10 august 1899, inginer mecanic, Chicago și North Western Railway și secretar, Western Railway Club; 15 august 1899, până la 1 noiembrie 1904, inginer mecanic, New York Central și Hudson River Railroad ; 1 noiembrie 1904 - până în 1910, inginer mecanic general, în același loc; Lake Shore și Michigan Southern, Boston și Albany Railroad, Lake Erie și Western Railroad și Indiana, Illinois și Iowa Railroad ; 15 septembrie 1905 - până în 1910, de asemenea inginer mecanic general la Rutland Railroad; 1 noiembrie 1911 - până în 1913, vicepreședinte, Hutchins Car Roofing.

### În Australia
Whyte a vizitat Australia în 1921 ca unul dintre cei trei membri ai Comisiei Regale privind calea ferată uniformă, un raport a fost prezentat la 12 octombrie 1921. El a fost întâmpinat la sosirea sa în Melbourne (pe atunci capitala federală) de către prim-ministrul William Morris Hughes și a călătorit pe tot cuprinsul țării cu trenul. Ceilalți comisari regali au fost R. K. White, un inginer britanic din India și John Joseph Garvan (președinte), un om de afaceri din Sydney. Comisarii au sugerat cinci opțiuni pentru standardizarea căilor ferate din Australia. Cele două rezultate concrete au fost (1) construcția căii ferate cu ecartament standard de la Grafton la South Brisbane, deschisă în 1930 și (2) extinderea căii ferate standard Australia Commonwealth Railways de la Port Augusta la Port Pirie în 1937. Ambele căi ferate au eliminat secțiuni cu ecartament îngust (de 1070 mm) de cale ferată între capitalele Australiei.